# Vittyglad dvärgtyrann
Vittyglad dvärgtyrann (Ornithion inerme) är en fågel i familjen tyranner inom ordningen tättingar.

## Utbredning och systematik
Fågeln förekommer från Venezuela till Guyana, norra Bolivia, Amazonområdet och östra Brasilien. Den behandlas som monotypisk, det vill säga att den inte delas in i några underarter.

## Status
IUCN kategoriserar arten som livskraftig.